# Drepanocladus secundifolius
Drepanocladus secundifolius är en bladmossart som beskrevs av Hugh Neville Dixon 1921. Drepanocladus secundifolius ingår i släktet krokmossor, och familjen Amblystegiaceae. Inga underarter finns listade i Catalogue of Life.